# Jordan Schmaltz
Jordan Schmaltz, född 8 oktober 1993, är en amerikansk professionell ishockeyback som är kontrakterad till St. Louis Blues i National Hockey League (NHL) och spelar för deras primära samarbetspartner Chicago Wolves i American Hockey League (AHL). Han har tidigare spelat på lägre nivåer för North Dakota Varsity Athletics (University of North Dakota) i National Collegiate Athletic Association (NCAA) och Sioux City Musketeers och Green Bay Gamblers i United States Hockey League (USHL).
Schmaltz draftades i första rundan i 2012 års draft av St. Louis Blues som 25:e spelare totalt.
Han är äldre bror till ishockeyspelaren Nick Schmaltz som spelar för Chicago Blackhawks i NHL.

## Statistik
| 2006–2007   | Chicago Mission                | T1EHL       | 31  | 12 | 11 | 23 | 4  | —  | — | — | — | —  |
| 2007–2008   | Chicago Mission                | T1EHL       | 29  | 6  | 14 | 20 | 20 | —  | — | — | — | —  |
| 2008–2009   | Chicago Mission                | T1EHL       | 25  | 3  | 10 | 13 | 33 | —  | — | — | — | —  |
| 2009–2010   | Chicago Mission                | T1EHL       | 39  | 10 | 21 | 31 | 30 | —  | — | — | — | —  |
|             | U.S. National U17 Team         |             | 11  | 2  | 0  | 2  | 0  | —  | — | — | — | —  |
|             | Sioux City Musketeers          | USHL        | 2   | 0  | 0  | 0  | 4  | —  | — | — | — | —  |
| 2010–2011   | Sioux City Musketeers          | USHL        | 53  | 13 | 31 | 44 | 22 | 3  | 0 | 1 | 1 | 4  |
| 2011–2012   | Sioux City Musketeers          | USHL        | 9   | 3  | 3  | 6  | 9  | —  | — | — | — | —  |
|             | Green Bay Gamblers             | USHL        | 46  | 7  | 28 | 35 | 20 | 12 | 2 | 5 | 7 | 8  |
| 2012–2013   | North Dakota Varsity Athletics | NCAA        | 42  | 3  | 9  | 12 | 31 | —  | — | — | — | —  |
| 2013–2014   | North Dakota Varsity Athletics | NCAA        | 41  | 6  | 18 | 24 | 12 | —  | — | — | — | —  |
| 2014–2015   | North Dakota Varsity Athletics | NCAA        | 42  | 4  | 24 | 28 | 8  | —  | — | — | — | —  |
| 2015–2016   | Chicago Wolves                 | AHL         | 71  | 6  | 30 | 36 | 24 | —  | — | — | — | —  |
| 2016–2017   | St. Louis Blues                | NHL         | 9   | 0  | 2  | 2  | 4  | 1  | 0 | 0 | 0 | 0  |
|             | Chicago Wolves                 | AHL         | 42  | 3  | 22 | 25 | 22 | 8  | 1 | 4 | 5 | 4  |
| 2017–2018   | St. Louis Blues                | NHL         | 13  | 0  | 1  | 1  | 6  | —  | — | — | — | —  |
|             | San Antonio Rampage            | AHL         | 31  | 5  | 18 | 23 | 20 | —  | — | — | — | —  |
| NHL totalt  | NHL totalt                     | NHL totalt  | 22  | 0  | 3  | 3  | 10 | 1  | 0 | 0 | 0 | 0  |
| AHL totalt  | AHL totalt                     | AHL totalt  | 144 | 14 | 70 | 84 | 66 | 8  | 1 | 4 | 5 | 4  |
| NCAA totalt | NCAA totalt                    | NCAA totalt | 125 | 13 | 51 | 64 | 51 | —  | — | — | — | —  |
| USHL totalt | USHL totalt                    | USHL totalt | 110 | 23 | 62 | 85 | 55 | 15 | 2 | 6 | 8 | 12 |